# Maria da Costa
Maria Angélica Leão da Costa (São Paulo, 12 de março de 1931 — São Paulo, 4 de junho de 2002) foi uma nadadora brasileira, que participou de uma edição dos Jogos Olímpicos pelo Brasil.

## Trajetória esportiva
Com 17 anos de idade participou das Olimpíadas de 1948 em Londres, onde nadou os 100 metros nado livre e foi à final dos 4x100 metros livre, terminando em sexto lugar, junto com Eleonora Schmitt, Talita Rodrigues e Piedade Coutinho.
 Na ocasião das Olimpíadas era afiliada ao Fluminense Football Club.